# Alex McCall
Alex McCall (Glasgow, 1948) è un ex calciatore scozzese, di ruolo attaccante.

## Carriera
Formatosi nei Rangers e negli inglesi dell'Arsenal, nel 1966 viene ingaggiato dal Motherwell, club nel quale milita per due stagioni nella massima serie scozzese. Con gli Steelmen retrocedette in cadetteria al termine della Scottish Division One 1967-1968. Nella sua militanza con il Motherwell ha giocato 22 partite in campionato e quattro nelle coppe nazionali.
Nel 1968 si trasferisce negli Stati Uniti d'America per gioca nei Kansas City Spurs, impegnati nella neonata North American Soccer League. Con gli Spurs  giunge alle semifinali del torneo 1968.
Terminata l'esperienza americana torna in patria, dove nella stagione 1968-1969 gioca con il Partick Thistle e l'anno dopo all'Ayr Utd, sempre nella massima serie scozzese.